# Sport Vereniging Saestum
lo Sport Vereniging Saestum, indicato anche come SV Saestum o semplicemente Saestum, è una squadra di calcio olandese con sede a Zeist, attiva nella promozione del calcio maschile (mannen) e femminile (vrouwen).
La sezione femminile, che nel campionato 2015-2016 milita in Hoofdklasse, il massimo livello (dilettantistico) del campionato olandese femminile di calcio, con dieci titoli complessivi, di cui otto nel maggior livello del campionato di categoria, è tra le più titolate nei Paesi Bassi, annoverando anche tre partecipazioni alla UEFA Women's Cup.
La sezione maschile ha disputato la stagione 2014-2015 in Derde Klasse, terzo livello dilettantistico del campionato di calcio olandese.

## Palmarès

### Sezione femminile
- Campionato olandese: 8

1996, 1997, 1998, 1999, 2000, 2002, 2005, 2006
- Hoofdklasse (Paesi Bassi): 2

2008, 2014
- Coppa dei Paesi Bassi: 4

1997, 1998, 2004, 2009
- Supercoppa dei Paesi Bassi: 2

2005, 2006